# Carinola (Kampanien)
Carinola ist eine italienische Gemeinde mit 7086 Einwohnern (Stand 31. Dezember 2023) in der Provinz Caserta in der Region Kampanien.

## Geographie

Lage von Carinola in der Provinz Caserta

Die Nachbargemeinden sind Falciano del Massico, Francolise, Sessa Aurunca und Teano. Weitere Ortsteile sind Casale, Casanova, Croce di Casale, Nocelleto, San Donato, San Ruosi, Santa Croce und Ventaroli.